# The Cattle Rustlers
The Cattle Rustlers è un cortometraggio muto del 1908 diretto da Francis Boggs.

## Trama
Trama di Moving Picture World synopsis in (EN)  su IMDb

## Produzione
Il film fu prodotto dalla Selig Polyscope Company. Venne girato nella California del sud a fine 1907.

## Distribuzione
Distribuito dalla Selig Polyscope Company, il film - un cortometraggio di 295 metri -  uscì nelle sale cinematografiche statunitensi il 12 settembre 1908.